# Aleksej Vatutin
Aleksej Dmitrievič Vatutin, accreditato dall'ATP con la traslitterazione anglosassone Alexey Vatutin (in russo Алексе́й Дми́триевич Вату́тин?; Volgograd, 27 ottobre 1992), è un tennista russo.
Attivo in prevalenza nei circuiti minori, ha vinto in singolare un titolo dell'ATP Challenger Tour e diversi altri del circuito ITF. La sua migliore prestazione nel circuito ATP sono stati i quarti di finale raggiunti nel torneo di Marrakech 2018. Il suo miglior ranking ATP è stato il 136º posto del luglio 2018.

## Biografia
Inizia a giocare a tennis a sei anni a Volgograd sotto la guida dello zio, che si allenava con Nikolaj Davydenko e che sarà il suo coach anche da professionista. Difficoltà economiche e ambientali in Russia lo portano ad allenarsi per alcuni mesi in Repubblica Ceca a 16 anni e nel 2019 si trasferisce con lo zio all'accademia tennistica dei fratelli Davidenko in Germania, nei pressi di Colonia.

## Carriera
Da juniores vince due tornei ITF di grade 3 in Russia e Ucraina e nel giugno 2009 raggiunge il 149º posto nella classifica mondiale di categoria. Debutta tra i professionisti nel circuito ITF con una sconfitta in singolare nel torneo Futures Russia F7 nell'agosto 2009. Inizia a giocare stabilmente nel circuito a partire dalla seconda apparizione, che risale all'agosto 2010 nel Russia F4, dove ottiene il primo punto ATP superando il primo turno. Vince il primo titolo Futures al torneo Kazakhstan F2 nell'aprile 2012 sconfiggendo in finale per 6-2, 7-6 Jahor Herasimaŭ.  In ottobre fa la sua prima esperienza in un Challenger al torneo di Eckental, supera le qualificazioni e al primo turno perde in due set da Ernests Gulbis. Nel luglio 2013 vince il primo incontro nel main draw di un Challenger a Oberstaufen e viene eliminato al secondo turno. In ottobre partecipa per la prima volta alle qualificazioni di un torneo ATP a Mosca e perde al primo incontro. Grazie al titolo conquistato nel Futures Spain F41 in dicembre entra per la prima volta nella top 400 del ranking.
Il terzo titolo Futures arriva nel febbraio 2014 al torneo Kazakhstan F1, ma resta uno dei pochi risultati rilevanti di inizio stagione. Negli ultimi 5 mesi dell'anno gioca un solo incontro e alla fine del 2014 retrocede al 581º posto del ranking. Torna a giocare con regolarità nel gennaio 2015 e raggiunge subito una semifinale e una finale nei Futures. Ha quindi inizio un periodo di risultati mediocri e in giugno si ritrova alla posizione nº 725 del ranking. Quell'anno tenta invano le qualificazioni in alcuni tornei ATP. Inizia a risalire con alcuni buoni risultati nei Futures e in agosto vince il Russia F6. Continua a progredire e in novembre raggiunge per la prima volta i quarti di finale in un Challenger a Bratislava. La vittoria nel torneo Cyprus F3 in dicembre lo proietta a ridosso del 300º posto del ranking. Nel febbraio 2016 disputa la sua prima finale in doppio al Tunisia F5 e due settimane dopo vince il titolo in singolare al Tunisia F7, che gli consente di entrare nella top 300, al 293º posto. Inizia a giocare con più frequenza nei Challenger e nel corso del 2016 raggiunge i quarti un paio di volte. Di conseguenza affronta giocatori più forti e quelli con il ranking più alto da lui sconfitti in stagione sono il nº 109 Renzo Olivo, il 110 Nikoloz Basilašvili e il 116 Marco Chiudinelli. Il 23 luglio 2017, alla sua prima finale in un Challenger, vince il titolo a Poznań battendo in finale per 2-6, 6-7, 6-3 Guido Andreozzi, dopo aver eliminato tra gli altri il nº 101 ATP Florian Mayer e Lukáš Rosol. Questo successo lo fa entrare nella top 200 del ranking, al 183º posto. In agosto disputa per la prima volta le qualificazioni di uno Slam agli US Open e viene subito sconfitto al primo turno.
Inizia il 2018 con il nuovo best ranking al 168º posto in virtù dei successi ottenuti nei Futures di fine 2017. Vince per la prima volta un incontro nelle qualificazioni di uno Slam all'Australian Open, venendo eliminato al secondo. A inizio febbraio disputa la sua seconda finale Challenger a Quimper e viene sconfitto 3-6, 6-7 da Quentin Halys. In aprile supera per la prima volta le qualificazioni in un torneo ATP a Marrakech e al primo turno supera per la prima volta un top 100, il nº 60 Jan-Lennard Struff, battuto per 3-6, 6-3, 6-2; si ripete al secondo turno sconfiggendo il nº 23 ATP Albert Ramos Viñolas per 7-6, 6-2. Viene eliminato nei quarti dal futuro vincitore del torneo Pablo Andújar, che si impone per 6-4, 5-7, 6-3. Si qualifica anche al successivo ATP 500 di Barcelona e viene sconfitto al primo turno da Bjorn Fratangelo. Continua a progredire nel ranking ATP e in luglio si spinge fino alla 136ª posizione. Viene eliminato al primo turno di qualificazione al Roland Garros e a Wimbledon e al secondo agli US Open. A parte un paio di altre vittorie su giocatori top 100, non ottiene altri risultati di rilievo e chiude la sua migliore stagione in 175ª posizione.
Non si conferma nel 2019 e perde alcune posizioni in classifica. Il miglior risultato nella prima parte della stagione è la semifinale raggiunta in maggio nel Challenger di Aix-en-Provence, dove viene sconfitto da Quentin Halys. A fine mese supera per la prima volta le qualificazioni di uno Slam al Roland Garros, sconfiggendo nell'ordine Gerald Melzer, Hugo Gaston e Serhij Stachovs'kyj, al primo turno del tabellone principale perde in tre set da Corentin Moutet. In settembre, al suo quinto tentativo, supera le qualificazioni a San Pietroburgo e viene eliminato al primo turno da Márton Fucsovics. Chiude l'anno 212º nel ranking dopo essere stato 234º in aprile. Nel 2020 e nella prima parte del 2021 non supera mai le qualifiche nei tornei del circuito maggiore né il terzo turno nei Challenger, esce dalla top 300 e ricomincia a giocare nei tornei ITF; a fine anno disputa un quarto di finale Challenger.
Nel febbraio 2022 vince un titolo ITF in Francia, il primo dopo oltre 4 anni, e nella prima parte della stagione arriva due volte nei quarti in tornei Challenger. Dopo oltre 3 anni torna a giocare in un tabellone principale ATP al Gijón Open 2022 ed esce al primo turno. Anche nel 2023 non va oltre i quarti nei tornei Challenger, supera le qualificazioni ed esce al primo turno all'ATP del Grand Prix Hassan II 2023. Ad agosto esce dalla top 500.

## Statistiche
Aggiornate al 18 settembre 2023.

### Tornei minori

#### Singolare

##### Vittorie (11)
| Legenda tornei minori |
| Challenger (1)        |
| Futures (10)          |

| Nº  | Data             | Torneo                       | Superficie  | Avversario in finale      | Punteggio        |
| 1.  | 8 aprile 2012    | Kazakhstan F2, Astana        | Cemento (i) | Jahor Herasimaŭ           | 7–6(1), 6–2      |
| 2.  | 1 dicembre 2013  | Spain F41, Puerto del Carmen | Cemento     | Frederico Ferreira Silva  | 6–4, 6–4         |
| 3.  | 2 marzo 2014     | Kazakhstan F1, Aktobe        | Cemento (i) | Evgenij Korolëv           | 6(4)–7, 6–4, 6–3 |
| 4.  | 16 agosto 2015   | Russia F6, Mosca             | Terra rossa | Marc Giner                | 7–6(4), 6–2      |
| 5.  | 6 dicembre 2015  | Cyprus F3, Larnaca           | Cemento     | Miki Janković             | 6–2, 5–7, 6–3    |
| 6.  | 28 febbraio 2016 | Tunisia F7, Hammamet         | Terra rossa | Michael Linzer            | 6–4, 6–1         |
| 7.  | 16 luglio 2017   | Germany F7, Trier            | Cemento     | Enrique López-Pérez       | 2–6, 6–4, 6–2    |
| 8.  | 23 luglio 2017   | Poznań Open, Poznań          | Terra rossa | Guido Andreozzi           | 2–6, 6–7, 6–3    |
| 9.  | 3 dicembre 2017  | Thailand F10, Hua Hin        | Cemento     | Rubin Statham             | 6–4, 6–4         |
| 10. | 24 dicembre 2017 | Qatar F6, Doha               | Cemento     | Benjamin Hassan           | 6–1, 7–5         |
| 11. | 13 febbraio 2022 | Grenoble M15, Grenoble       | Cemento     | Sascha Gueymard Wayenburg | 6–4, 6–1         |